# Авалон (аэропорт)
Аэропорт Авалон (англ. Avalon Airport) (код IATA: AVV; код ICAO: YMAV) — является вторым по количеству пассажиров аэропортом из четырёх, расположенных в городе Мельбурн, Австралия. Аэропорт расположен в 23 километрах к северо-востоку от города Джелонг и в 55 километрах к юго-западу от центра Мельбурна.
С самого начала аэропорт проектировался таким образом, чтобы он был способен принимать реактивные самолёты, и имеет одну взлётно-посадочную полосу. В настоящее время он используется авиакомпаниями Jetstar Airways и Sharp Airlines, а также в качестве ремонтной базы для основного авиаперевозчика Австралии компании Qantas. На территории аэропорта раз в два года проводится Международное Австралийское Авиашоу.